# Danh sách cầu thủ bóng đá nam tham dự Thế vận hội Mùa hè 1908

## Vương quốc Liên hiệp Anh

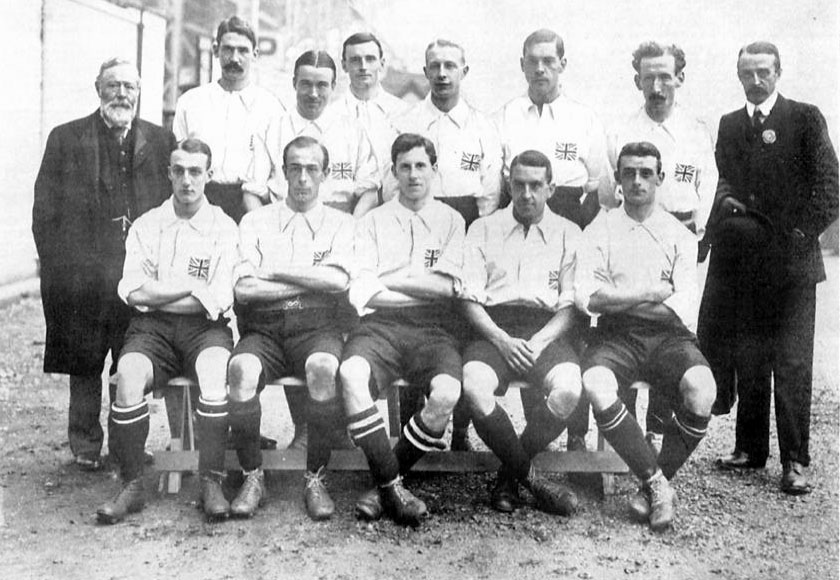
Vương quốc Liên hiệp Anh

Thành phần của Vương quốc Liên hiệp Anh là các cầu thủ của đội tuyển bóng đá nghiệp dư quốc gia Anh. 

Huấn luyện viên: Alfred Davis

| Số | VT | Cầu thủ             | Ngày sinh (tuổi) | Trận | Bàn | Câu lạc bộ năm 1908                |
| -- | -- | ------------------- | ---------------- | ---- | --- | ---------------------------------- |
|    | TM | Horace Bailey       |                  |      |     | Leicester Fosse                    |
| DB |    | George Barlow       |                  |      |     | Wigan Grammar School Old Boys Club |
| DB |    | Albert Eduard Bell  |                  |      |     | Woking F.C.                        |
|    |    | Arthur Berry        |                  |      |     | Đại học Oxford                     |
| DB | TM | Ronald Brebner      |                  |      |     | Darlington F.C.                    |
|    |    | Frederick Chapman   |                  |      |     | South Notts F.C.                   |
|    |    | Walter Corbett      |                  |      |     | Birmingham City F.C.               |
| DB |    | W. Crabtree         |                  |      |     | Blackburn Crosshill F.C.           |
| DB |    | Walter Daffern      |                  |      |     | Royal Engineers A.F.C.             |
|    |    | Harold Hardman      |                  |      |     | Everton F.C.                       |
|    |    | Robert Hawkes       |                  |      |     | Luton Town F.C.                    |
|    |    | Kenneth Hunt        |                  |      |     | Wolverhampton Wanderers F.C.       |
| DB |    | Thomas Porter       |                  |      |     | Stockport County F.C.              |
|    |    | Clyde Purnell       |                  |      |     | Clapton F.C.                       |
| DB |    | Albert Scothern     |                  |      |     | Oxford City F.C.                   |
|    |    | Herbert Smith       |                  |      |     | Reading F.C.                       |
|    |    | Harold Stapley      |                  |      |     | Glossop North End A.F.C.           |
|    |    | Vivian Woodward (c) |                  |      |     | Tottenham Hotspur F.C.             |

## Đan Mạch
Đại diện cho Đan Mạch là Đội tuyển bóng đá quốc gia Đan Mạch.

Huấn luyện viên:  Charles Williams

| Số | VT | Cầu thủ                | Ngày sinh (tuổi)           | Trận | Bàn | Câu lạc bộ năm 1908 |
| -- | -- | ---------------------- | -------------------------- | ---- | --- | ------------------- |
|    |    | Peter Marius Andersen  | 25 tháng 4, 1885 (23 tuổi) |      |     | BK Frem             |
| DB |    | Magnus Beck            |                            |      |     | B.93                |
| DB |    | Ødbert E. Bjarnholt    |                            |      |     | BK Frem             |
|    |    | Harald Bohr            |                            |      |     | AB                  |
|    |    | Charles Buchwald       |                            |      |     | AB                  |
|    | TM | Ludvig Drescher        |                            |      |     | KB                  |
|    |    | Johannes Gandil        |                            |      |     | B.93                |
|    |    | Harald Hansen          |                            |      |     | B.93                |
| DB |    | Knud Hansen            |                            |      |     | BK Olympia          |
|    |    | August Lindgren        |                            |      |     | B.93                |
| DB |    | Einar Middelboe        |                            |      |     | KB                  |
|    |    | Kristian Middelboe (c) |                            |      |     | KB                  |
|    |    | Nils Middelboe         |                            |      |     | KB                  |
|    |    | Sophus Nielsen         |                            |      |     | BK Frem             |
|    |    | Oskar Nielsen          |                            |      |     | KB                  |
|    |    | Bjørn Rasmussen        |                            |      |     | KB                  |
|    |    | Vilhelm Wolfhagen      |                            |      |     | KB                  |

## Hà Lan
Đại diện cho Hà Lan là đội tuyển bóng đá quốc gia Hà Lan.

Huấn luyện viên:  Edgar Chadwick

| Số | VT | Cầu thủ              | Ngày sinh (tuổi) | Trận | Bàn | Câu lạc bộ năm 1908 |
| -- | -- | -------------------- | ---------------- | ---- | --- | ------------------- |
|    | TM | Reinier Beeuwkes     |                  |      |     | DFC                 |
| DB |    | Jan van den Berg     |                  |      |     | HFC Haarlem         |
| DB | TM | Lo la Chapelle       |                  |      |     | HVV Den Haag        |
|    |    | Frans de Bruyn Kops  |                  |      |     | HBS Craeyenhout     |
|    |    | Karel Heijting       |                  |      |     | HVV Den Haag        |
| DB |    | John Heijting        |                  |      |     | HVV Den Haag        |
|    |    | Jan Kok              |                  |      |     | UD Deventer         |
|    |    | Bok de Korver        |                  |      |     | Sparta Rotterdam    |
| DB |    | Vic Gonsalves        |                  |      |     | HBS Craeyenhout     |
|    |    | Emil Mundt (c)       |                  |      |     | HVV Den Haag        |
|    |    | Louis Otten          |                  |      |     | HVV Quick           |
|    |    | Jops Reeman          |                  |      |     | HVV Quick           |
| DB |    | Tonie van Renterghem |                  |      |     | HBS Craeyenhout     |
|    |    | Edu Snethlage        |                  |      |     | HVV Quick           |
|    |    | Ed Sol               |                  |      |     | HVV Den Haag        |
|    |    | Jan Thomée           |                  |      |     | Concordia Delft     |
|    |    | Caius Welcker        |                  |      |     | HVV Quick           |

## Thụy Điển
Đại diện cho Thụy Điển là đội tuyển bóng đá quốc gia Thụy Điển.
Huấn luyện viên: Ludvig Kornerup

| Số | VT | Cầu thủ          | Ngày sinh (tuổi) | Trận | Bàn | Câu lạc bộ năm 1908 |
| -- | -- | ---------------- | ---------------- | ---- | --- | ------------------- |
|    |    | Sune Almkvist    |                  |      |     | IFK Uppsala         |
|    |    | Nils Andersson   |                  |      |     | IFK Göteborg        |
|    |    | Karl Ansén       |                  |      |     | AIK Stockholm       |
|    | TM | Oskar Bengtsson  |                  |      |     | Örgryte IS          |
|    |    | Gustaf Bergström |                  |      |     | Örgryte IS          |
|    |    | Arvid Fagrell    |                  |      |     | IFK Göteborg        |
|    |    | Åke Fjästad      |                  |      |     | IFK Stockholm       |
|    |    | Karl Gustafsson  |                  |      |     | IFK Köping          |
|    |    | Valter Lidén     |                  |      |     | IFK Göteborg        |
|    |    | Hans Lindman (c) |                  |      |     | IFK Uppsala         |
|    |    | Theodor Malm     |                  |      |     | AIK Stockholm       |
|    |    | Sven Ohlsson     |                  |      |     | Mariebergs IK       |
|    |    | Olof Ohlsson     |                  |      |     | IFK Eskilstuna      |
|    |    | Sven Olsson      |                  |      |     | Örgryte IS          |
| DB |    | Thor Ericsson    |                  |      |     | Örgryte IS          |
| DB |    | Erik Bergström   |                  |      |     | Örgryte IS          |

## Pháp
Đại diện cho Pháp là đội tuyển bóng đá quốc gia Pháp, chia làm hai đội hình.

| Số | VT | Cầu thủ            | Ngày sinh (tuổi) | Trận | Bàn | Câu lạc bộ năm 1908  |
| -- | -- | ------------------ | ---------------- | ---- | --- | -------------------- |
|    |    | Georges Albert     |                  |      |     | CA Paris             |
|    |    | Georges Bayrou     |                  |      |     | Gallia Club Paris    |
|    |    | Gaston Cyprès      |                  |      |     | CA Paris             |
| DB |    | O. Desaulty        |                  |      |     | A.S.Française        |
| DB |    | Albert Dubly       |                  |      |     | RC Roubaix           |
|    |    | Jean Dubly         |                  |      |     | RC Roubaix           |
| DB |    | Julien Du Rhéart   |                  |      |     | Club Français        |
|    |    | René Fenouillère   |                  |      |     | Red Star Amical Club |
|    |    | André François (c) |                  |      |     | RC Roubaix           |
| DB |    | Gabriel Hanot      |                  |      |     | US Tourcoing         |
|    |    | Charles Renaux     |                  |      |     | RC Roubaix           |
| DB |    | Marius Royet       |                  |      |     | US Parisienne        |
|    |    | Émile Sartorius    |                  |      |     | RC Roubaix           |
|    |    | Louis Schubart     |                  |      |     | Olympique Lillois    |
| DB |    | J. Signoret        |                  |      |     |                      |
|    | TM | Maurice Tillette   |                  |      |     | US Boulogne          |
|    |    | Ursule Wibaut      |                  |      |     | Olympique Lillois    |
| DB |    | J. Zimmermman      |                  |      |     | A.S.Française        |

## Pháp B
| Số | VT | Cầu thủ              | Ngày sinh (tuổi) | Trận | Bàn | Câu lạc bộ năm 1908  |
| -- | -- | -------------------- | ---------------- | ---- | --- | -------------------- |
|    |    | Charles Bilot        |                  |      |     | CA Paris             |
|    |    | Sadi Dastarac        |                  |      |     | Gallia Club Paris    |
| DB |    | Victor Denis         |                  |      |     | US Tourcoing         |
|    | TM | Fernand Desrousseaux |                  |      |     | US Tourcoing         |
| DB |    | René Eucher          |                  |      |     | A.S. Française       |
|    |    | Adrien Filez         |                  |      |     | US Tourcoing         |
|    |    | Raoul Gressier       |                  |      |     | Calais RUFC          |
|    |    | Henri Holgard        |                  |      |     | Amiens AC            |
|    |    | Albert Jenicot       |                  |      |     | RC Roubaix           |
|    |    | Paul Mathaux         |                  |      |     | US Boulogne          |
| DB |    | Étienne Morillon     |                  |      |     | Red Star Amical Club |
| DB |    | Albert Schaff        |                  |      |     | CA XIVeme            |
|    |    | Pierre Six           |                  |      |     | Olympique Lillois    |
| DB |    | Georges Prouvost     |                  |      |     | US Tourcoing         |
|    |    | Joseph Verlet (c)    |                  |      |     | CA Paris             |
|    |    | Justin Vialaret      |                  |      |     | CA XIVeme            |